# Dissociation (kemi)
 For alternative betydninger, se Dissociation. (Se også artikler, som begynder med Dissociation)
Dissociation er et udtryk, der beskriver, hvor godt en syre eller en base reagerer med vand. Når fx ammoniak (NH3) reagerer med vand, er det kun omkring 1% af ammoniak-molekylerne, der optager en H+-ion. Når saltsyre (HCl) reagerer med vand, er det derimod alle saltsyre-molekylerne, der afgiver en H+-ion. Man siger, at syren er fuldt dissocieret i vandet.
Syrer og baser, der er gode til at dissociere i vand, kaldes stærke syrer og baser. Syrer og baser, der næsten ikke dissocierer i vand, kaldes svage syrer og baser.
| Kemi | Spire Denne artikel om kemi er en spire som bør udbygges. Du er velkommen til at hjælpe Wikipedia ved at udvide den. |